# Campiña de Carmona
Die Comarca Campiña de Carmona ist eine der neun Comarcas in der Provinz Sevilla. Sie wurde, wie alle Comarcas in der Autonomen Gemeinschaft Andalusien, mit Wirkung zum 28. März 2003 eingerichtet.
Die im Zentrum der Provinz gelegene Comarca umfasst vier Gemeinden mit auf einer Fläche von 1.139,86 km².

## Lage
|                                  | Vega del Guadalquivir                       | Provinz Córdoba             |
| Comarca Metropolitana de Sevilla | Kompassrose, die auf Nachbargemeinden zeigt | Écija                       |
|                                  |                                             | Campiña de Morón y Marchena |

## Gemeinden
| Gemeinde                   | Einwohner (2024) | Fläche km² | Dichte Einw./km² | Cod INE | Postleitzahl |
| -------------------------- | ---------------- | ---------- | ---------------- | ------- | ------------ |
| La Campana                 | 5.132            | 126,09     | 41               | 41022   | 41429        |
| Carmona                    | 29.871           | 924,12     | 32               | 41024   | 41410        |
| Mairena del Alcor          | 24.238           | 69,72      | 348              | 41058   | 41510        |
| El Viso del Alcor          | 19.310           | 19,93      | 969              | 41102   | 41520        |
| Comarca Campiña de Carmona | 78.551           | 1.139,86   | 69               | –       | –            |

## Nachweise
1. ↑  Instituto Nacional de Estadística Municipal Register of Spain
2. ↑  Orden de 14 de marzo de 2003, por la que se aprueba el mapa de comarcas de Andalucía a efectos de la planificación de la oferta turística y deportiva, Boletín Oficial de la Junta de Andalucía (Amtsblatt der Regierung von Andalusien), Nr. 59 vom 27. März 2003, S. 6248